# Iteaphila testacea
Iteaphila testacea är en tvåvingeart som beskrevs av Axel Leonard Melander 1946. Iteaphila testacea ingår i släktet Iteaphila, ordningen tvåvingar, klassen egentliga insekter, fylumet leddjur och riket djur.
Artens utbredningsområde är British Columbia. Inga underarter finns listade i Catalogue of Life.